# Mehmed Kapetanović
Mehmed Kapetanović bég (Vitina, 1839. december 19. – Grbavica, 1902. július 29.) bosnyák politikus és író. 

## Életpályája
Ősrégi nemes hercegóc családban született. Volt kajmakám (járási főnök) Stolacban, Ljubuškiban, Fočában és Trebinjében. 1876-ban Konstantinápolyba küldték mint országgyűlési képviselőt. 1878-ban az okkupációt követően a bosnyák küldöttséggel utazott Budapestre az akkori király elé, mint a kormány hathatós támasza. 1893-ban kinevezték Szarajevó polgármesterévé. A király több magas rendjellel tüntette ki.

## Irodalmi művei
- Streitschrift eines bosnischen Beg (1879)
- Što misle muhamedanci u Bosni (1886)
- Narodne blago (1886)
- Budućnost ili napredak muhamedovaca u Bosni i Hercegovini (1893)

## Forrás
- A Pallas nagy lexikona, 10. kötet: Kacs-Közellátás (1895) 122. old.. adt.arcanum.com. (Hozzáférés: 2023. június 19.)